# Scaptomyza denticauda
Scaptomyza denticauda är en tvåvingeart som beskrevs av Malloch 1934. Scaptomyza denticauda ingår i släktet Scaptomyza och familjen daggflugor. Inga underarter finns listade i Catalogue of Life.